# Takao Nakae
Takao Nakae (中江孝男?, Nakae Takao; 30 aprile 1913 – ...) è stato un cestista giapponese.

## Carriera
Con il Giappone ha partecipato alle Olimpiadi del 1936.